# چگونه یک بیکینی وحشی را پر کنیم
چگونه یک بیکینی وحشی را پر کنیم (انگلیسی: How to Stuff a Wild Bikini) فیلمی در ژانر کمدی رمانتیک به کارگردانی ویلیام اشر است که در سال ۱۹۶۵ منتشر شد.

## بازیگران
- آنت فونیچلو
- برایان دانلوی
- هاروی لمبک
- باستر کیتون
- بورلی آدامز
- میکی رونی
- جان اشلی